# Patrick Jeffrey
Patrick Steven Jeffrey (Madison, 24 de junio de 1965) es un deportista estadounidense que compitió en saltos de plataforma. Ganó dos medallas de bronce en los Juegos Panamericanos, en los años 1991 y 1995.

## Palmarés internacional
| Juegos Panamericanos | Juegos Panamericanos      | Juegos Panamericanos | Juegos Panamericanos |
| Año                  | Lugar                     | Medalla              | Prueba               |
| -------------------- | ------------------------- | -------------------- | -------------------- |
| 1991                 | La Habana (Cuba)          | Medalla de bronce    | Plataforma 10 m      |
| 1995                 | Mar del Plata (Argentina) | Medalla de bronce    | Plataforma 10 m      |